# Pattenberg
Pattenberg ist ein Ortsteil der Gemeinde Bergen im oberbayerischen Landkreis Traunstein. Der Weiler liegt circa eineinhalb Kilometer südwestlich von Bergen.

## Bevölkerungsentwicklung
| Jahr      | 1871 | 1925 | 1950 | 1970 | 1987 |
| Einwohner | 49   | 65   | 54   | 30   | 42   |

## Baudenkmäler
Siehe auch: Liste der Baudenkmäler in Pattenberg
- Kapelle, erbaut in der zweiten Hälfte des 18. Jahrhunderts